# Alphabetische Liste der Asteroiden/M
| Alphabetische Liste der Asteroiden – M |                          |
| Nummer und Name                        | Gruppe / Typ             |
| (1353) Maartje                         | Hauptgürtel              |
| (356863) Maathai                       | Hauptgürtel              |
| (214180) Mabaglioni                    | Hauptgürtel              |
| (30158) Mabdulla                       | Hauptgürtel              |
| (510) Mabella                          | Hauptgürtel              |
| (25611) Mabellin                       | Hauptgürtel              |
| (28043) Mabelwheeler                   | Hauptgürtel              |
| (5228) Máca                            | Hauptgürtel              |
| (12088) Macalintal                     | Hauptgürtel              |
| (8423) Macao                           | Hauptgürtel              |
| (59087) Maccacaro                      | Hauptgürtel              |
| (20892) MacChnoic                      | Hauptgürtel              |
| (24643) MacCready                      | Marsbahnkreuzer          |
| (29555) MACEK                          | Hauptgürtel              |
| (7228) MacGillivray                    | Hauptgürtel              |
| (20874) MacGregor                      | Hauptgürtel              |
| (3949) Mach                            | Hauptgürtel              |
| (2543) Machado                         | Hauptgürtel              |
| (3879) Machar                          | Hauptgürtel              |
| (175476) Macheret                      | Hauptgürtel              |
| (245983) Machholz                      | Hauptgürtel              |
| (19730) Machiavelli                    | Hauptgürtel              |
| (10646) Machielalberts                 | Hauptgürtel              |
| (3109) Machin                          | Hauptgürtel              |
| (8277) Machu-Picchu                    | Hauptgürtel              |
| (33961) Macinleyneve                   | Hauptgürtel              |
| (6204) MacKenzie                       | Hauptgürtel              |
| (36226) Mackerras                      | Hauptgürtel              |
| (33198) Mackewicz                      | Hauptgürtel              |
| (43793) Mackey                         | Hauptgürtel              |
| (5292) Mackwell                        | Hauptgürtel              |
| (13213) Maclaurin                      | Hauptgürtel              |
| (14438) MacLean                        | Hauptgürtel              |
| (49448) Macocha                        | Hauptgürtel              |
| (9380) Mâcon                           | Hauptgürtel              |
| (5309) MacPherson                      | Hauptgürtel              |
| (6894) Macreid                         | Hauptgürtel              |
| (10373) MacRobert                      | Hauptgürtel              |
| (24974) Macúch                         | Hauptgürtel              |
| (25652) Maddieball                     | Hauptgürtel              |
| (2569) Madeline                        | Hauptgürtel              |
| (19417) Madelynho                      | Hauptgürtel              |
| (55561) Madenberg                      | Hauptgürtel              |
| (6735) Madhatter                       | Hauptgürtel              |
| (12317) Madicampbell                   | Hauptgürtel              |
| (17042) Madiraju                       | Hauptgürtel              |
| (269323) Madisonvillehigh              | Hauptgürtel              |
| (65859) Mädler                         | Hauptgürtel              |
| (74503) Madola                         | Hauptgürtel              |
| (33343) Madorobin                      | Hauptgürtel              |
| (9479) Madresplazamayo                 | Hauptgürtel              |
| (4390) Madreteresa                     | Hauptgürtel              |
| (14967) Madrid                         | Hauptgürtel              |
| (33344) Madymesple                     | Hauptgürtel              |
| (26611) Madzlandon                     | Hauptgürtel              |
| (26611) Madzlandon                     | Hauptgürtel              |
| (8036) Maehara                         | Hauptgürtel              |
| (20080) Maeharatorakichi               | Hauptgürtel              |
| (85422) Maedanaoe                      | Hauptgürtel              |
| (11771) Maestlin                       | Hauptgürtel              |
| (3916) Maeva                           | Hauptgürtel              |
| (18426) Maffei                         | Hauptgürtel              |
| (70744) Maffucci                       | Hauptgürtel              |
| (4308) Magarach                        | Hauptgürtel              |
| (318) Magdalena                        | Hauptgürtel              |
| (55735) Magdeburg                      | Hauptgürtel              |
| (15632) Magee-Sauer                    | Hauptgürtel              |
| (4055) Magellan                        | Amor-Typ                 |
| (21478) Maggiedelano                   | Hauptgürtel              |
| (2696) Magion                          | Hauptgürtel              |
| (8992) Magnanimity                     | Hauptgürtel              |
| (9670) Magni                           | Hauptgürtel              |
| (2094) Magnitka                        | Hauptgürtel              |
| (6573) Magnitskij                      | Hauptgürtel              |
| (1060) Magnolia                        | Hauptgürtel              |
| (3677) Magnusson                       | Hauptgürtel              |
| (1459) Magnya                          | Hauptgürtel              |
| (1355) Magoeba                         | Hauptgürtel              |
| (4980) Magomaev                        | Hauptgürtel              |
| (9541) Magri                           | Hauptgürtel              |
| (7933) Magritte                        | Hauptgürtel              |
| (203773) Magyarics                     | Hauptgürtel              |
| (90472) Mahabal                        | Hauptgürtel              |
| (17095) Mahadik                        | Hauptgürtel              |
| (27233) Mahajan                        | Hauptgürtel              |
| (10819) Mahakala                       | Hauptgürtel              |
| (65769) Mahalia                        | Hauptgürtel              |
| (18104) Mahalingam                     | Hauptgürtel              |
| (130320) Maherrassas                   | Hauptgürtel              |
| (4406) Mahler                          | Hauptgürtel              |
| (31517) Mahoui                         | Hauptgürtel              |
| (28273) Maianhvu                       | Hauptgürtel              |
| (12089) Maichin                        | Hauptgürtel              |
| (22948) Maidanak                       | Hauptgürtel              |
| (410928) Maidbronn                     | Hauptgürtel              |
| (52005) Maik                           | Hauptgürtel              |
| (3274) Maillen                         | Hauptgürtel              |
| (6259) Maillol                         | Hauptgürtel              |
| (5835) Mainfranken                     | Hauptgürtel              |
| (32207) Mairepercy                     | Hauptgürtel              |
| (252794) Maironis                      | Hauptgürtel              |
| (4686) Maisica                         | Hauptgürtel              |
| (6307) Maiztegui                       | Hauptgürtel              |
| (66) Maja                              | Hauptgürtel              |
| (304233) Majaess                       | Hauptgürtel              |
| (212981) Majalitović                   | Hauptgürtel              |
| (142368) Majden                        | Hauptgürtel              |
| (7233) Majella                         | Hauptgürtel              |
| (454352) Majidzandian                  | Hauptgürtel              |
| (47038) Majoni                         | Hauptgürtel              |
| (10809) Majsterrojr                    | Hauptgürtel              |
| (1321) Majuba                          | Hauptgürtel              |
| (32631) Majzoub                        | Hauptgürtel              |
| (9701) Mak                             | Hauptgürtel              |
| (32278) Makaram                        | Hauptgürtel              |
| (3214) Makarenko                       | Hauptgürtel              |
| (6682) Makarij                         | Hauptgürtel              |
| (5545) Makarov                         | Hauptgürtel              |
| (12541) Makarska                       | Hauptgürtel              |
| (30170) Makaylaruth                    | Hauptgürtel              |
| (136472) Makemake                      | Transneptunisches Objekt |
| (3063) Makhaon                         | Jupiter-Trojaner         |
| (2139) Makharadze                      | Hauptgürtel              |
| (9088) Maki                            | Hauptgürtel              |
| (5466) Makibi                          | Hauptgürtel              |
| (26937) Makimiyamoto                   | Hauptgürtel              |
| (6606) Makino                          | Hauptgürtel              |
| (4904) Makio                           | Hauptgürtel              |
| (3196) Maklaj                          | Hauptgürtel              |
| (31272) Makosinski                     | Hauptgürtel              |
| (6093) Makoto                          | Hauptgürtel              |
| (8574) Makotoirie                      | Hauptgürtel              |
| (11978) Makotomasako                   | Hauptgürtel              |
| (55222) Makotoshinkai                  | Hauptgürtel              |
| (1771) Makover                         | Hauptgürtel              |
| (24647) Maksimachev                    | Hauptgürtel              |
| (2568) Maksutov                        | Hauptgürtel              |
| (754) Malabar                          | Hauptgürtel              |
| (316201) Malala                        | Hauptgürtel              |
| (9156) Malanin                         | Hauptgürtel              |
| (114027) Malanushenko                  | Hauptgürtel              |
| (3479) Malaparte                       | Hauptgürtel              |
| (27338) Malaraghavan                   | Hauptgürtel              |
| (3057) Mälaren                         | Hauptgürtel              |
| (10712) Malashchuk                     | Hauptgürtel              |
| (1415) Malautra                        | Hauptgürtel              |
| (7387) Malbil                          | Hauptgürtel              |
| (16091) Malchiodi                      | Hauptgürtel              |
| (27596) Maldives                       | Hauptgürtel              |
| (30222) Malecki                        | Hauptgürtel              |
| (9897) Malerba                         | Hauptgürtel              |
| (10541) Malesherbes                    | Hauptgürtel              |
| (260724) Malherbe                      | Hauptgürtel              |
| (6698) Malhotra                        | Hauptgürtel              |
| (10415) Mali Lošinj                    | Hauptgürtel              |
| (4766) Malin                           | Hauptgürtel              |
| (42998) Malinafrank                    | Hauptgürtel              |
| (10381) Malinsmith                     | Hauptgürtel              |
| (16277) Mallada                        | Hauptgürtel              |
| (417955) Mallama                       | Hauptgürtel              |
| (6236) Mallard                         | Hauptgürtel              |
| (170487) Mallder                       | Hauptgürtel              |
| (297409) Mållgan                       | Hauptgürtel              |
| (25720) Mallidi                        | Hauptgürtel              |
| (9453) Mallorca                        | Hauptgürtel              |
| (6824) Mallory                         | Hauptgürtel              |
| (158899) Malloryvale                   | Hauptgürtel              |
| (1179) Mally                           | Hauptgürtel              |
| (10550) Malmö                          | Hauptgürtel              |
| (1527) Malmquista                      | Hauptgürtel              |
| (266622) Málna                         | Hauptgürtel              |
| (79889) Maloka                         | Hauptgürtel              |
| (24046) Malovany                       | Hauptgürtel              |
| (6370) Malpais                         | Hauptgürtel              |
| (11121) Malpighi                       | Hauptgürtel              |
| (7669) Malše                           | Hauptgürtel              |
| (11309) Malus                          | Hauptgürtel              |
| (1072) Malva                           | Hauptgürtel              |
| (8636) Malvina                         | Hauptgürtel              |
| (17139) Malyshev                       | Hauptgürtel              |
| (25937) Malysz                         | Jupiter-Troyaner         |
| (263940) Malyshkina                    | Hauptgürtel              |
| (10007) Malytheatre                    | Hauptgürtel              |
| (749) Malzovia                         | Hauptgürtel              |
| (228158) Mamankei                      | Hauptgürtel              |
| (8569) Mameli                          | Hauptgürtel              |
| (20444) Mamesser                       | Hauptgürtel              |
| (10608) Mameta                         | Hauptgürtel              |
| (486416) Mami                          | Hauptgürtel              |
| (111661) Mamiegeorge                   | Marsbahnkreuzer          |
| (46796) Mamigasakigawa                 | Hauptgürtel              |
| (12127) Mamiya                         | Hauptgürtel              |
| (9879) Mammuthus                       | Hauptgürtel              |
| (7381) Mamontov                        | Hauptgürtel              |
| (4613) Mamoru                          | Hauptgürtel              |
| (149573) Mamorudoi                     | Hauptgürtel              |
| (343587) Mamuna                        | Hauptgürtel              |
| (6193) Manabe                          | Hauptgürtel              |
| (17502) Manabeseiji                    | Hauptgürtel              |
| (33408) Mananshah                      | Hauptgürtel              |
| (5092) Manara                          | Hauptgürtel              |
| (3349) Manas                           | Hauptgürtel              |
| (6918) Manaslu                         | Hauptgürtel              |
| (15460) Manca                          | Hauptgürtel              |
| (758) Mancunia                         | Hauptgürtel              |
| (27500) Mandelbrot                     | Hauptgürtel              |
| (3461) Mandelshtam                     | Hauptgürtel              |
| (739) Mandeville                       | Hauptgürtel              |
| (12460) Mando                          | Hauptgürtel              |
| (33572) Mandolin                       | Hauptgürtel              |
| (22280) Mandragora                     | Hauptgürtel              |
| (157747) Mandryka                      | Hauptgürtel              |
| (22697) Mánek                          | Hauptgürtel              |
| (11984) Manet                          | Hauptgürtel              |
| (27280) Manettedavies                  | Hauptgürtel              |
| (13225) Manfredi                       | Hauptgürtel              |
| (14057) Manfredstoll                   | Hauptgürtel              |
| (20329) Manfro                         | Hauptgürtel              |
| (17460) Mang                           | Hauptgürtel              |
| (207657) Mangiantini                   | Hauptgürtel              |
| (12464) Manhattan                      | Hauptgürtel              |
| (307261) Máni                          | Transneptunisches Objekt |
| (228029) MANIAC                        | Hauptgürtel              |
| (158222) Manicolas                     | Hauptgürtel              |
| (10524) Maniewski                      | Hauptgürtel              |
| (13513) Manila                         | Hauptgürtel              |
| (12163) Manilius                       | Hauptgürtel              |
| (4841) Manjiro                         | Hauptgürtel              |
| (22403) Manjitludher                   | Hauptgürtel              |
| (8382) Mann                            | Hauptgürtel              |
| (243536) Mannheim                      | Hauptgürtel              |
| (3698) Manning                         | Hauptgürtel              |
| (13156) Mannoucyo                      | Hauptgürtel              |
| (2219) Mannucci                        | Hauptgürtel              |
| (123290) Manoa                         | Hauptgürtel              |
| (9394) Manosque                        | Hauptgürtel              |
| (22756) Manpreetkaur                   | Hauptgürtel              |
| (8536) Måns                            | Hauptgürtel              |
| (79138) Mansfeld                       | Hauptgürtel              |
| (20416) Mansour                        | Hauptgürtel              |
| (6845) Mansurova                       | Hauptgürtel              |
| (17488) Mantl                          | Hauptgürtel              |
| (870) Manto                            | Hauptgürtel              |
| (162166) Mantsch                       | Hauptgürtel              |
| (29353) Manu                           | Hauptgürtel              |
| (17720) Manuboccuni                    | Hauptgürtel              |
| (12777) Manuel                         | Hauptgürtel              |
| (416252) Manuelherrera                 | Hauptgürtel              |
| (3186) Manuilova                       | Hauptgürtel              |
| (13615) Manulis                        | Hauptgürtel              |
| (385446) Manwë                         | Transneptunisches Objekt |
| (20330) Manwell                        | Hauptgürtel              |
| (7104) Manyousyu                       | Hauptgürtel              |
| (5929) Manzano                         | Marsbahnkreuzer          |
| (14103) Manzoni                        | Hauptgürtel              |
| (218097) Maoxianxin                    | Hauptgürtel              |
| (18550) Maoyisheng                     | Hauptgürtel              |
| (216261) Mapihsia                      | Hauptgürtel              |
| (155948) Maquet                        | Hauptgürtel              |
| (279035) Mara                          | Hauptgürtel              |
| (194970) Márai                         | Hauptgürtel              |
| (18950) Marakessler                    | Hauptgürtel              |
| (21306) Marani                         | Hauptgürtel              |
| (20420) Marashwhitman                  | Hauptgürtel              |
| (4356) Marathon                        | Hauptgürtel              |
| (565) Marbachia                        | Hauptgürtel              |
| (256813) Marburg                       | Hauptgürtel              |
| (71445) Marc                           | Hauptgürtel              |
| (13249) Marcallen                      | Hauptgürtel              |
| (85183) Marcelaymé                     | Hauptgürtel              |
| (12275) Marcelgoffin                   | Hauptgürtel              |
| (10403) Marcelgrün                     | Hauptgürtel              |
| (1730) Marceline                       | Hauptgürtel              |
| (1300) Marcelle                        | Hauptgürtel              |
| (23946) Marcelleroux                   | Hauptgürtel              |
| (30307) Marcelriesz                    | Hauptgürtel              |
| (201497) Marcelroche                   | Hauptgürtel              |
| (11239) Marcgraf                       | Hauptgürtel              |
| (29437) Marchais                       | Hauptgürtel              |
| (6736) Marchare                        | Hauptgürtel              |
| (22155) Marchetti                      | Hauptgürtel              |
| (55196) Marchini                       | Hauptgürtel              |
| (39734) Marchiori                      | Hauptgürtel              |
| (6639) Marchis                         | Hauptgürtel              |
| (9297) Marchuk                         | Hauptgürtel              |
| (3791) Marci                           | Hauptgürtel              |
| (269484) Marcia                        | Hauptgürtel              |
| (7809) Marcialangton                   | Hauptgürtel              |
| (26269) Marciaprill                    | Hauptgürtel              |
| (144333) Marcinkiewicz                 | Hauptgürtel              |
| (10778) Marcks                         | Hauptgürtel              |
| (10738) Marcoaldo                      | Hauptgürtel              |
| (49443) Marcobondi                     | Hauptgürtel              |
| (229723) Marcoludwig                   | Hauptgürtel              |
| (7388) Marcomorelli                    | Hauptgürtel              |
| (9425) Marconcini                      | Hauptgürtel              |
| (1332) Marconia                        | Hauptgürtel              |
| (29457) Marcopolo                      | Hauptgürtel              |
| (16967) Marcosbosso                    | Hauptgürtel              |
| (38245) Marcospontes                   | Hauptgürtel              |
| (166746) Marcpostman                   | Hauptgürtel              |
| (369088) Marcus                        | Hauptgürtel              |
| (7447) Marcusaurelius                  | Hauptgürtel              |
| (43841) Marcustacitus                  | Hauptgürtel              |
| (22579) Marcyeager                     | Hauptgürtel              |
| (160259) Mareike                       | Hauptgürtel              |
| (26422) Marekbuchman                   | Hauptgürtel              |
| (29745) Mareknovak                     | Hauptgürtel              |
| (7780) Maren                           | Hauptgürtel              |
| (20497) Mařenka                        | Hauptgürtel              |
| (2173) Maresjev                        | Hauptgürtel              |
| (22933) Mareverett                     | Hauptgürtel              |
| (13424) Margalida                      | Hauptgürtel              |
| (13449) Margaretgarland                | Hauptgürtel              |
| (220495) Margarethe                    | Hauptgürtel              |
| (70030) Margaretmiller                 | Hauptgürtel              |
| (143048) Margaretpenston               | Hauptgürtel              |
| (262106) Margaretryan                  | Hauptgürtel              |
| (186411) Margaretsimon                 | Hauptgürtel              |
| (310) Margarita                        | Hauptgürtel              |
| (22038) Margarshain                    | Hauptgürtel              |
| (4300) Marg Edmondson                  | Hauptgürtel              |
| (28511) Marggraff                      | Hauptgürtel              |
| (735) Marghanna                        | Hauptgürtel              |
| (91898) Margnetti                      | Hauptgürtel              |
| (1175) Margo                           | Hauptgürtel              |
| (2561) Margolin                        | Hauptgürtel              |
| (162466) Margon                        | Hauptgürtel              |
| (1434) Margot                          | Hauptgürtel              |
| (1410) Margret                         | Hauptgürtel              |
| (20540) Marhalpern                     | Hauptgürtel              |
| (170) Maria                            | Hauptgürtel              |
| (29834) Mariacallas                    | Hauptgürtel              |
| (39336) Mariacapria                    | Hauptgürtel              |
| (17899) Mariacristina                  | Hauptgürtel              |
| (12624) Mariacunitia                   | Hauptgürtel              |
| (29346) Mariadina                      | Hauptgürtel              |
| (15120) Mariafélix                     | Hauptgürtel              |
| (21516) Mariagodinez                   | Hauptgürtel              |
| (17961) Mariagorodnitsky               | Hauptgürtel              |
| (10924) Mariagriffin                   | Hauptgürtel              |
| (14230) Mariahines                     | Hauptgürtel              |
| (9815) Mariakirch                      | Hauptgürtel              |
| (20139) Marianeschi                    | Hauptgürtel              |
| (55112) Mariangela                     | Hauptgürtel              |
| (602) Marianna                         | Hauptgürtel              |
| (25457) Mariannamao                    | Hauptgürtel              |
| (15855) Mariasalvatore                 | Hauptgürtel              |
| (20634) Marichardson                   | Hauptgürtel              |
| (24206) Mariealoia                     | Hauptgürtel              |
| (126748) Mariegerbet                   | Hauptgürtel              |
| (12631) Mariekebaan                    | Hauptgürtel              |
| (21346) Marieladislav                  | Hauptgürtel              |
| (4853) Marielukac                      | Hauptgürtel              |
| (57471) Mariemarsina                   | Hauptgürtel              |
| (20576) Marieoertle                    | Hauptgürtel              |
| (2144) Marietta                        | Hauptgürtel              |
| (242479) Marijampole                   | Hauptgürtel              |
| (15168) Marijnfranx                    | Hauptgürtel              |
| (28492) Marik                          | Hauptgürtel              |
| (48779) Mariko                         | Hauptgürtel              |
| (8438) Marila                          | Hauptgürtel              |
| (20580) Marilpeters                    | Hauptgürtel              |
| (1486) Marilyn                         | Hauptgürtel              |
| (10701) Marilynsimons                  | Hauptgürtel              |
| (20836) Marilytedja                    | Hauptgürtel              |
| (4494) Marimo                          | Hauptgürtel              |
| (1202) Marina                          | Hauptgürtel              |
| (4633) Marinbica                       | Hauptgürtel              |
| (12363) Marinmarais                    | Hauptgürtel              |
| (12931) Mario                          | Hauptgürtel              |
| (5518) Mariobotta                      | Hauptgürtel              |
| (7684) Marioferrero                    | Hauptgürtel              |
| (43993) Mariola                        | Hauptgürtel              |
| (210350) Mariolisa                     | Hauptgürtel              |
| (133537) Mariomotta                    | Hauptgürtel              |
| (506) Marion                           | Hauptgürtel              |
| (33823) Mariorigutti                   | Hauptgürtel              |
| (11328) Mariotozzi                     | Hauptgürtel              |
| (7972) Mariotti                        | Hauptgürtel              |
| (15837) Mariovalori                    | Hauptgürtel              |
| (20195) Mariovinci                     | Hauptgürtel              |
| (16750) Marisandoz                     | Hauptgürtel              |
| (912) Maritima                         | Hauptgürtel              |
| (7984) Marius                          | Hauptgürtel              |
| (130067) Marius-Phaneuf                | Hauptgürtel              |
| (30348) Marizzabailey                  | Hauptgürtel              |
| (2180) Marjaleena                      | Hauptgürtel              |
| (4064) Marjorie                        | Hauptgürtel              |
| (4655) Marjoriika                      | Hauptgürtel              |
| (32379) Markadame                      | Hauptgürtel              |
| (25538) Markcarlson                    | Hauptgürtel              |
| (134178) Markchodas                    | Hauptgürtel              |
| (20782) Markcroce                      | Hauptgürtel              |
| (4302) Markeev                         | Hauptgürtel              |
| (4253) Märker                          | Hauptgürtel              |
| (17045) Markert                        | Hauptgürtel              |
| (128604) Markfisher                    | Hauptgürtel              |
| (34310) Markhannum                     | Hauptgürtel              |
| (18821) Markhavel                      | Hauptgürtel              |
| (23992) Markhobbs                      | Hauptgürtel              |
| (129332) Markhunten                    | Hauptgürtel              |
| (20141) Markidger                      | Hauptgürtel              |
| (90564) Markjarnyk                     | Hauptgürtel              |
| (167748) Markkelly                     | Hauptgürtel              |
| (28151) Markknopfler                   | Hauptgürtel              |
| (243516) Marklarsen                    | Hauptgürtel              |
| (130249) Markminer                     | Hauptgürtel              |
| (34322) Marknandor                     | Hauptgürtel              |
| (121615) Marknoteware                  | Hauptgürtel              |
| (27514) Markov                         | Hauptgürtel              |
| (27330) Markporter                     | Hauptgürtel              |
| (10598) Markrees                       | Hauptgürtel              |
| (7778) Markrobinson                    | Marsbahnkreuzer          |
| (16105) Marksaunders                   | Hauptgürtel              |
| (190710) Marktapley                    | Hauptgürtel              |
| (7004) Markthiemens                    | Hauptgürtel              |
| (345971) Marktorrence                  | Hauptgürtel              |
| (2362) Mark Twain                      | Hauptgürtel              |
| (454409) Markusloose                   | Hauptgürtel              |
| (207504) Markusovszky                  | Hauptgürtel              |
| (5359) Markzakharov                    | Hauptgürtel              |
| (28824) Marlablair                     | Hauptgürtel              |
| (12859) Marlamoore                     | Hauptgürtel              |
| (1010) Marlene                         | Hauptgürtel              |
| (746) Marlu                            | Hauptgürtel              |
| (1174) Marmara                         | Hauptgürtel              |
| (711) Marmulla                         | Hauptgürtel              |
| (13256) Marne                          | Hauptgürtel              |
| (5002) Marnix                          | Hauptgürtel              |
| (149955) Maron                         | Hauptgürtel              |
| (317809) Marot                         | Hauptgürtel              |
| (10264) Marov                          | Hauptgürtel              |
| (7527) Marples                         | Hauptgürtel              |
| (218400) Marquardt                     | Hauptgürtel              |
| (12353) Márquez                        | Hauptgürtel              |
| (7515) Marrucino                       | Hauptgürtel              |
| (321484) Marsaalam                     | Hauptgürtel              |
| (4463) Marschwarzschild                | Hauptgürtel              |
| (1877) Marsden                         | Hauptgürtel              |
| (16069) Marshafolger                   | Hauptgürtel              |
| (2604) Marshak                         | Hauptgürtel              |
| (32279) Marshall                       | Hauptgürtel              |
| (19815) Marshasega                     | Hauptgürtel              |
| (20535) Marshburrows                   | Hauptgürtel              |
| (40134) Marsili                        | Hauptgürtel              |
| (18012) Marsland                       | Hauptgürtel              |
| (101713) Marston                       | Hauptgürtel              |
| (98494) Marsupilami                    | Hauptgürtel              |
| (15376) Marták                         | Hauptgürtel              |
| (5832) Martaprincipe                   | Hauptgürtel              |
| (3250) Martebo                         | Hauptgürtel              |
| (4061) Martelli                        | Hauptgürtel              |
| (5026) Martes                          | Hauptgürtel              |
| (205) Martha                           | Hauptgürtel              |
| (299362) Marthacole                    | Hauptgürtel              |
| (175152) Marthafarkas                  | Hauptgürtel              |
| (26744) Marthahaynes                   | Hauptgürtel              |
| (10024) Marthahazen                    | Hauptgürtel              |
| (13438) Marthanalexander               | Hauptgürtel              |
| (100934) Marthanussbaum                | Hauptgürtel              |
| (981) Martina                          | Hauptgürtel              |
| (241475) Martinagedeck                 | Hauptgürtel              |
| (12343) Martinbeech                    | Hauptgürtel              |
| (6385) Martindavid                     | Hauptgürtel              |
| (6115) Martinduncan                    | Hauptgürtel              |
| (314808) Martindutertre                | Hauptgürtel              |
| (9283) Martinelvis                     | Hauptgürtel              |
| (2075) Martinez                        | Hauptgürtel              |
| (19080) Martínfierro                   | Marsbahnkreuzer          |
| (9521) Martinhoffmann                  | Hauptgürtel              |
| (7100) Martin Luther                   | Hauptgürtel              |
| (7547) Martinnakata                    | Hauptgürtel              |
| (61195) Martinoli                      | Hauptgürtel              |
| (12136) Martinryle                     | Hauptgürtel              |
| (7799) Martinšolc                      | Hauptgürtel              |
| (3081) Martinůboh                      | Hauptgürtel              |
| (1582) Martir                          | Hauptgürtel              |
| (43924) Martoni                        | Hauptgürtel              |
| (25619) Martonspohn                    | Hauptgürtel              |
| (10430) Martschmidt                    | Hauptgürtel              |
| (19962) Martynenko                     | Hauptgürtel              |
| (2376) Martynov                        | Hauptgürtel              |
| (129095) Martyschmitzer                | Hauptgürtel              |
| (22488) Martyschwartz                  | Hauptgürtel              |
| (6804) Maruseppu                       | Hauptgürtel              |
| (15301) Marutesser                     | Hauptgürtel              |
| (5147) Maruyama                        | Hauptgürtel              |
| (4309) Marvin                          | Hauptgürtel              |
| (129963) Marvinwalthall                | Hauptgürtel              |
| (187125) Marxgyörgy                    | Hauptgürtel              |
| (2779) Mary                            | Hauptgürtel              |
| (85471) Maryam                         | Hauptgürtel              |
| (28801) Maryanderson                   | Hauptgürtel              |
| (3919) Maryanning                      | Hauptgürtel              |
| (20007) Marybrown                      | Hauptgürtel              |
| (10736) Marybrück                      | Hauptgürtel              |
| (16059) Marybuda                       | Hauptgürtel              |
| (24296) Marychristie                   | Hauptgürtel              |
| (19436) Marycole                       | Hauptgürtel              |
| (6603) Marycragg                       | Hauptgürtel              |
| (12627) Maryedwards                    | Hauptgürtel              |
| (98825) Maryellen                      | Hauptgürtel              |
| (28664) Maryellenfay                   | Hauptgürtel              |
| (27546) Maryfran                       | Hauptgürtel              |
| (7091) Maryfields                      | Hauptgürtel              |
| (19473) Marygardner                    | Hauptgürtel              |
| (21861) Maryhedberg                    | Hauptgürtel              |
| (9824) Marylea                         | Hauptgürtel              |
| (21479) Marymartha                     | Hauptgürtel              |
| (20450) Marymohammed                   | Hauptgürtel              |
| (43752) Maryosipova                    | Hauptgürtel              |
| (24827) Maryphil                       | Hauptgürtel              |
| (26592) Maryrenfro                     | Hauptgürtel              |
| (33264) Maryrogers                     | Hauptgürtel              |
| (84926) Marywalker                     | Hauptgürtel              |
| (24370) Marywang                       | Hauptgürtel              |
| (33347) Maryzhu                        | Hauptgürtel              |
| (7640) Marzari                         | Hauptgürtel              |
| (26259) Marzigliano                    | Hauptgürtel              |
| (19618) Maša                           | Hauptgürtel              |
| (13553) Masaakikoyama                  | Amor-Typ                 |
| (12027) Masaakitanaka                  | Hauptgürtel              |
| (282903) Masada                        | Hauptgürtel              |
| (16853) Masafumi                       | Hauptgürtel              |
| (5850) Masaharu                        | Hauptgürtel              |
| (6450) Masahikohayashi                 | Hauptgürtel              |
| (15922) Masajisaito                    | Hauptgürtel              |
| (8503) Masakatsu                       | Hauptgürtel              |
| (10602) Masakazu                       | Hauptgürtel              |
| (5822) Masakichi                       | Hauptgürtel              |
| (9190) Masako                          | Hauptgürtel              |
| (10802) Masamifuruya                   | Hauptgürtel              |
| (52455) Masamika                       | Hauptgürtel              |
| (9414) Masamimurakami                  | Hauptgürtel              |
| (47293) Masamitsu                      | Hauptgürtel              |
| (8726) Masamotonasu                    | Hauptgürtel              |
| (4614) Masamura                        | Hauptgürtel              |
| (16760) Masanori                       | Hauptgürtel              |
| (14962) Masanoriabe                    | Hauptgürtel              |
| (27791) Masaru                         | Hauptgürtel              |
| (1841) Masaryk                         | Hauptgürtel              |
| (11752) Masatakesagai                  | Hauptgürtel              |
| (23772) Masateru                       | Hauptgürtel              |
| (7614) Masatomi                        | Hauptgürtel              |
| (31671) Masatoshi                      | Hauptgürtel              |
| (23109) Masayanagisawa                 | Hauptgürtel              |
| (5295) Masayo                          | Hauptgürtel              |
| (8206) Masayuki                        | Hauptgürtel              |
| (58184) Masayukiyamamoto               | Hauptgürtel              |
| (21219) Mascagni                       | Hauptgürtel              |
| (438973) Masci                         | Hauptgürtel              |
| (17403) Masciarelli                    | Hauptgürtel              |
| (21697) Mascharak                      | Hauptgürtel              |
| (27922) Mascheroni                     | Hauptgürtel              |
| (9841) Mašek                           | Hauptgürtel              |
| (25099) Mashinskiy                     | Hauptgürtel              |
| (1467) Mashona                         | Hauptgürtel              |
| (4126) Mashu                           | Hauptgürtel              |
| (21795) Masi                           | Hauptgürtel              |
| (8255) Masiero                         | Hauptgürtel              |
| (25965) Masihdas                       | Hauptgürtel              |
| (4935) Maslachkova                     | Hauptgürtel              |
| (15691) Maslov                         | Hauptgürtel              |
| (8449) Maslovets                       | Hauptgürtel              |
| (5245) Maslyakov                       | Hauptgürtel              |
| (26699) Masoncole                      | Hauptgürtel              |
| (3131) Mason-Dixon                     | Hauptgürtel              |
| (15884) Maspalomas                     | Hauptgürtel              |
| (4547) Massachusetts                   | Hauptgürtel              |
| (20) Massalia                          | Hauptgürtel              |
| (3298) Massandra                       | Hauptgürtel              |
| (18946) Massar                         | Hauptgürtel              |
| (18381) Massenet                       | Hauptgürtel              |
| (1904) Massevitch                      | Hauptgürtel              |
| (14420) Massey                         | Hauptgürtel              |
| (51406) Massimocalvani                 | Hauptgürtel              |
| (760) Massinga                         | Hauptgürtel              |
| (10813) Mästerby                       | Hauptgürtel              |
| (21561) Masterman                      | Hauptgürtel              |
| (17196) Mastrodemos                    | Hauptgürtel              |
| (13654) Masuda                         | Hauptgürtel              |
| (6794) Masuisakura                     | Hauptgürtel              |
| (4293) Masumi                          | Hauptgürtel              |
| (8041) Masumoto                        | Hauptgürtel              |
| (8355) Masuo                           | Marsbahnkreuzer          |
| (2685) Masursky                        | Hauptgürtel              |
| (9216) Masuzawa                        | Hauptgürtel              |
| (9111) Matarazzo                       | Hauptgürtel              |
| (25038) Matebezdek                     | Hauptgürtel              |
| (22644) Matejbel                       | Hauptgürtel              |
| (60972) Matenko                        | Hauptgürtel              |
| (2680) Mateo                           | Hauptgürtel              |
| (26442) Matfernandez                   | Hauptgürtel              |
| (28074) Matgallagher                   | Hauptgürtel              |
| (49700) Mather                         | Hauptgürtel              |
| (454) Mathesis                         | Hauptgürtel              |
| (6768) Mathiasbraun                    | Hauptgürtel              |
| (1592) Mathieu                         | Hauptgürtel              |
| (253) Mathilde                         | Hauptgürtel              |
| (10977) Mathlener                      | Hauptgürtel              |
| (8240) Matisse                         | Hauptgürtel              |
| (17197) Matjazbone                     | Hauptgürtel              |
| (17201) Matjazhumar                    | Hauptgürtel              |
| (6526) Matogawa                        | Hauptgürtel              |
| (31716) Matoonder                      | Hauptgürtel              |
| (22776) Matossian                      | Hauptgürtel              |
| (1513) Mátra                           | Hauptgürtel              |
| (17354) Matrosov                       | Hauptgürtel              |
| (5934) Mats                            | Hauptgürtel              |
| (2586) Matson                          | Hauptgürtel              |
| (9229) Matsuda                         | Hauptgürtel              |
| (8113) Matsue                          | Hauptgürtel              |
| (7301) Matsuitakafumi                  | Hauptgürtel              |
| (8693) Matsuki                         | Hauptgürtel              |
| (15739) Matsukuma                      | Hauptgürtel              |
| (6660) Matsumoto                       | Hauptgürtel              |
| (9573) Matsumotomas                    | Hauptgürtel              |
| (9234) Matsumototaku                   | Hauptgürtel              |
| (9105) Matsumura                       | Hauptgürtel              |
| (9104) Matsuo                          | Hauptgürtel              |
| (10829) Matsuobasho                    | Hauptgürtel              |
| (6607) Matsushima                      | Hauptgürtel              |
| (18903) Matsuura                       | Hauptgürtel              |
| (4844) Matsuyama                       | Hauptgürtel              |
| (17281) Mattblythe                     | Hauptgürtel              |
| (22990) Mattbrenner                    | Hauptgürtel              |
| (13750) Mattdawson                     | Hauptgürtel              |
| (11695) Mattei                         | Hauptgürtel              |
| (883) Matterania                       | Hauptgürtel              |
| (293909) Matterhorn                    | Hauptgürtel              |
| (6626) Mattgenge                       | Hauptgürtel              |
| (129173) Mattgoman                     | Hauptgürtel              |
| (30373) Mattharley                     | Hauptgürtel              |
| (26337) Matthewagam                    | Hauptgürtel              |
| (24188) Matthewage                     | Hauptgürtel              |
| (31489) Matthewchun                    | Hauptgürtel              |
| (24224) Matthewdavis                   | Hauptgürtel              |
| (90461) Matthewgraham                  | Hauptgürtel              |
| (21626) Matthewhall                    | Hauptgürtel              |
| (8998) Matthewizawa                    | Hauptgürtel              |
| (28402) Matthewkim                     | Hauptgürtel              |
| (25053) Matthewknight                  | Hauptgürtel              |
| (15030) Matthewkroll                   | Hauptgürtel              |
| (27123) Matthewlam                     | Hauptgürtel              |
| (23818) Matthewlepow                   | Hauptgürtel              |
| (23837) Matthewnanni                   | Hauptgürtel              |
| (32071) Matthewretchin                 | Hauptgürtel              |
| (7687) Matthias                        | Hauptgürtel              |
| (230415) Matthiasjung                  | Hauptgürtel              |
| (2714) Matti                           | Hauptgürtel              |
| (765) Mattiaca                         | Hauptgürtel              |
| (7847) Mattiaorsi                      | Hauptgürtel              |
| (28521) Mattmcintyre                   | Hauptgürtel              |
| (23064) Mattmiller                     | Hauptgürtel              |
| (23831) Mattmooney                     | Hauptgürtel              |
| (20901) Mattmuehler                    | Hauptgürtel              |
| (27356) Mattstrom                      | Hauptgürtel              |
| (281772) Matttaylor                    | Hauptgürtel              |
| (21791) Mattweegman                    | Hauptgürtel              |
| (31844) Mattwill                       | Hauptgürtel              |
| (7298) Matudaira-gou                   | Hauptgürtel              |
| (167852) Maturana                      | Hauptgürtel              |
| (2295) Matusovskij                     | Hauptgürtel              |
| (6622) Matvienko                       | Hauptgürtel              |
| (35237) Matzner                        | Hauptgürtel              |
| (1748) Mauderli                        | Hauptgürtel              |
| (12782) Mauersberger                   | Hauptgürtel              |
| (188534) Mauna Kea                     | Hauptgürtel              |
| (34901) Mauna Loa                      | Hauptgürtel              |
| (100940) Maunder                       | Hauptgürtel              |
| (23988) Maungakiekie                   | Hauptgürtel              |
| (15355) Maupassant                     | Hauptgürtel              |
| (3281) Maupertuis                      | Hauptgürtel              |
| (28039) Mauraoei                       | Hauptgürtel              |
| (9904) Mauratombelli                   | Hauptgürtel              |
| (21676) Maureenanne                    | Hauptgürtel              |
| (5644) Maureenbell                     | Hauptgürtel              |
| (25366) Maureenbobo                    | Hauptgürtel              |
| (28467) Maurentejamie                  | Hauptgürtel              |
| (28078) Mauricehilleman                | Hauptgürtel              |
| (216428) Mauricio                      | Hauptgürtel              |
| (33433) Maurilia                       | Hauptgürtel              |
| (745) Mauritia                         | Hauptgürtel              |
| (43882) Maurivicoli                    | Hauptgürtel              |
| (137082) Maurobachini                  | Hauptgürtel              |
| (18631) Maurogherardini                | Hauptgürtel              |
| (3780) Maury                           | Hauptgürtel              |
| (1607) Mavis                           | Hauptgürtel              |
| (4456) Mawson                          | Hauptgürtel              |
| (72827) Maxaub                         | Hauptgürtel              |
| (48434) Maxbeckmann                    | Hauptgürtel              |
| (14836) Maxfrisch                      | Hauptgürtel              |
| (3727) Maxhell                         | Hauptgürtel              |
| (1217) Maximiliana                     | Hauptgürtel              |
| (31660) Maximiliandu                   | Hauptgürtel              |
| (4145) Maximova                        | Hauptgürtel              |
| (3977) Maxine                          | Hauptgürtel              |
| (5431) Maxinehelin                     | Hauptgürtel              |
| (207385) Maxou                         | Hauptgürtel              |
| (30326) Maxpine                        | Hauptgürtel              |
| (25464) Maxrabinovich                  | Hauptgürtel              |
| (10510) Maxschreier                    | Hauptgürtel              |
| (52030) Maxvasile                      | Hauptgürtel              |
| (12760) Maxwell                        | Hauptgürtel              |
| (26622) Maxwimberley                   | Hauptgürtel              |
| (348) May                              | Hauptgürtel              |
| (32582) Mayachandar                    | Hauptgürtel              |
| (2931) Mayakovsky                      | Hauptgürtel              |
| (217366) Mayalin                       | Hauptgürtel              |
| (2131) Mayall                          | Hauptgürtel              |
| (28042) Mayapatel                      | Hauptgürtel              |
| (32069) Mayarao                        | Hauptgürtel              |
| (47466) Mayatoyoshima                  | Hauptgürtel              |
| (32302) Mayavarma                      | Hauptgürtel              |
| (8083) Mayeda                          | Hauptgürtel              |
| (23994) Mayhan                         | Hauptgürtel              |
| (8622) Mayimbialik                     | Hauptgürtel              |
| (4900) Maymelou                        | Hauptgürtel              |
| (7276) Maymie                          | Hauptgürtel              |
| (5132) Maynard                         | Hauptgürtel              |
| (4960) Mayo                            | Hauptgürtel              |
| (210292) Mayongsheng                   | Hauptgürtel              |
| (3870) Mayré                           | Hauptgürtel              |
| (20024) Mayrémartínez                  | Hauptgürtel              |
| (1690) Mayrhofer                       | Hauptgürtel              |
| (21518) Maysunhasan                    | Hauptgürtel              |
| (9418) Mayumi                          | Hauptgürtel              |
| (10322) Mayuminarita                   | Hauptgürtel              |
| (28630) Mayuri                         | Hauptgürtel              |
| (108113) Maza                          | Hauptgürtel              |
| (12094) Mazumder                       | Hauptgürtel              |
| (27975) Mazurkiewicz                   | Hauptgürtel              |
| (10671) Mazurova                       | Hauptgürtel              |
| (210182) Mazzini                       | Hauptgürtel              |
| (35461) Mazzucato                      | Hauptgürtel              |
| (184314) Mbabamwanawaresa              | Transneptunisches Objekt |
| (17408) McAdams                        | Hauptgürtel              |
| (13764) Mcalanis                       | Hauptgürtel              |
| (22777) McAliley                       | Hauptgürtel              |
| (5673) McAllister                      | Hauptgürtel              |
| (22780) McAlpine                       | Hauptgürtel              |
| (13622) McArthur                       | Hauptgürtel              |
| (3352) McAuliffe                       | Amor-Typ                 |
| (15834) McBride                        | Hauptgürtel              |
| (10404) McCall                         | Hauptgürtel              |
| (279410) McCallon                      | Hauptgürtel              |
| (90820) McCann                         | Hauptgürtel              |
| (21698) McCarron                       | Hauptgürtel              |
| (14463) McCarter                       | Hauptgürtel              |
| (106537) McCarthy                      | Hauptgürtel              |
| (4148) McCartney                       | Hauptgürtel              |
| (3777) McCauley                        | Hauptgürtel              |
| (33604) McChesney                      | Hauptgürtel              |
| (30321) McCleary                       | Hauptgürtel              |
| (5641) McCleese                        | Marsbahnkreuzer          |
| (20440) McClintock                     | Hauptgürtel              |
| (17104) McCloskey                      | Hauptgürtel              |
| (37678) McClure                        | Hauptgürtel              |
| (28156) McColl                         | Hauptgürtel              |
| (24493) McCommon                       | Hauptgürtel              |
| (9929) McConnell                       | Hauptgürtel              |
| (3527) McCord                          | Hauptgürtel              |
| (25725) McCormick                      | Hauptgürtel              |
| (4259) McCoy                           | Hauptgürtel              |
| (1880) McCrosky                        | Hauptgürtel              |
| (33605) McCue                          | Hauptgürtel              |
| (2007) McCuskey                        | Hauptgürtel              |
| (31522) McCutchen                      | Hauptgürtel              |
| (17185) Mcdavid                        | Hauptgürtel              |
| (116446) McDermid                      | Hauptgürtel              |
| (16267) Mcdermott                      | Hauptgürtel              |
| (991) McDonalda                        | Hauptgürtel              |
| (9159) McDonnell                       | Hauptgürtel              |
| (4589) McDowell                        | Hauptgürtel              |
| (1853) McElroy                         | Hauptgürtel              |
| (7750) McEwen                          | Hauptgürtel              |
| (3066) McFadden                        | Hauptgürtel              |
| (21455) Mcfarland                      | Hauptgürtel              |
| (10036) McGaha                         | Hauptgürtel              |
| (6819) McGarvey                        | Hauptgürtel              |
| (8545) McGee                           | Hauptgürtel              |
| (189795) McGehee                       | Hauptgürtel              |
| (2891) McGetchin                       | Hauptgürtel              |
| (6904) McGill                          | Hauptgürtel              |
| (21576) McGivney                       | Hauptgürtel              |
| (3300) McGlasson                       | Hauptgürtel              |
| (10638) McGlothlin                     | Hauptgürtel              |
| (9460) McGlynn                         | Hauptgürtel              |
| (4432) McGraw-Hill                     | Hauptgürtel              |
| (29146) McHone                         | Hauptgürtel              |
| (5061) McIntosh                        | Hauptgürtel              |
| (26264) McIntyre                       | Hauptgürtel              |
| (5382) McKay                           | Hauptgürtel              |
| (5663) McKeegan                        | Hauptgürtel              |
| (7150) McKellar                        | Hauptgürtel              |
| (42531) McKenna                        | Marsbahnkreuzer          |
| (33599) Mckennaloop                    | Hauptgürtel              |
| (22587) McKennon                       | Hauptgürtel              |
| (7845) Mckim                           | Hauptgürtel              |
| (2024) McLaughlin                      | Hauptgürtel              |
| (24386) McLindon                       | Hauptgürtel              |
| (46829) McMahon                        | Hauptgürtel              |
| (1955) McMath                          | Hauptgürtel              |
| (2289) McMillan                        | Hauptgürtel              |
| (3354) McNair                          | Hauptgürtel              |
| (4326) McNally                         | Hauptgürtel              |
| (3173) McNaught                        | Hauptgürtel              |
| (16268) Mcneeley                       | Hauptgürtel              |
| (47044) Mcpainter                      | Hauptgürtel              |
| (28575) McQuaid                        | Hauptgürtel              |
| (20567) McQuarrie                      | Hauptgürtel              |
| (5223) McSween                         | Hauptgürtel              |
| (2417) McVittie                        | Hauptgürtel              |
| (25491) Meador                         | Hauptgürtel              |
| (4600) Meadows                         | Hauptgürtel              |
| (27384) Meaganbethel                   | Hauptgürtel              |
| (28934) Meagancurrie                   | Hauptgürtel              |
| (12117) Meagmessina                    | Hauptgürtel              |
| (4050) Mebailey                        | Hauptgürtel              |
| (21785) Méchain                        | Hauptgürtel              |
| (13293) Mechelen                       | Hauptgürtel              |
| (28782) Mechling                       | Hauptgürtel              |
| (873) Mechthild                        | Hauptgürtel              |
| (255257) Mechwart                      | Hauptgürtel              |
| (7971) Meckbach                        | Hauptgürtel              |
| (6124) Mecklenburg                     | Hauptgürtel              |
| (161349) Mecsek                        | Hauptgürtel              |
| (212) Medea                            | Hauptgürtel              |
| (366272) Medellín                      | Hauptgürtel              |
| (18189) Medeobaldia                    | Hauptgürtel              |
| (33376) Medi                           | Hauptgürtel              |
| (4695) Mediolanum                      | Hauptgürtel              |
| (41450) Medkeff                        | Hauptgürtel              |
| (19704) Medlock                        | Hauptgürtel              |
| (79347) Medlov                         | Hauptgürtel              |
| (19775) Medmondson                     | Hauptgürtel              |
| (4836) Medon                           | Jupiter-Trojaner         |
| (18755) Meduna                         | Hauptgürtel              |
| (149) Medusa                           | Hauptgürtel              |
| (17000) Medvedev                       | Hauptgürtel              |
| (4367) Meech                           | Hauptgürtel              |
| (31477) Meenakshi                      | Hauptgürtel              |
| (31617) Meeraradha                     | Hauptgürtel              |
| (10647) Meesters                       | Hauptgürtel              |
| (2213) Meeus                           | Hauptgürtel              |
| (464) Megaira                          | Hauptgürtel              |
| (18659) Megangross                     | Hauptgürtel              |
| (26545) Meganperkins                   | Hauptgürtel              |
| (33614) Meganploch                     | Hauptgürtel              |
| (4843) Mégantic                        | Hauptgürtel              |
| (4833) Meges                           | Jupiter-Trojaner         |
| (28407) Meghanarao                     | Hauptgürtel              |
| (28626) Meghanshea                     | Hauptgürtel              |
| (33688) Meghnabehari                   | Hauptgürtel              |
| (26395) Megkurohara                    | Hauptgürtel              |
| (16075) Meglass                        | Hauptgürtel              |
| (24494) Megmoulding                    | Hauptgürtel              |
| (14032) Mego                           | Hauptgürtel              |
| (22487) Megphillips                    | Hauptgürtel              |
| (8353) Megryan                         | Hauptgürtel              |
| (3774) Megumi                          | Hauptgürtel              |
| (70716) Mehall                         | Hauptgürtel              |
| (1968) Mehltretter                     | Hauptgürtel              |
| (172951) Mehoke                        | Hauptgürtel              |
| (28583) Mehrotra                       | Hauptgürtel              |
| (7049) Meibom                          | Hauptgürtel              |
| (2881) Meiden                          | Hauptgürtel              |
| (12099) Meigooni                       | Hauptgürtel              |
| (18809) Meileawertz                    | Hauptgürtel              |
| (4065) Meinel                          | Hauptgürtel              |
| (187276) Meistas                       | Hauptgürtel              |
| (85179) Meistereckhart                 | Hauptgürtel              |
| (6999) Meitner                         | Hauptgürtel              |
| (33534) Meiyamamura                    | Hauptgürtel              |
| (3239) Meizhou                         | Hauptgürtel              |
| (24603) Mekistheus                     | Jupiter-Trojaner         |
| (100936) Mekong                        | Jupiter-Trojaner         |
| (14115) Melaas                         | Hauptgürtel              |
| (33464) Melahudock                     | Hauptgürtel              |
| (21914) Melakabinoff                   | Hauptgürtel              |
| (5708) Melancholia                     | Hauptgürtel              |
| (7906) Melanchton                      | Hauptgürtel              |
| (688) Melanie                          | Hauptgürtel              |
| (481993) Melaniezander                 | Hauptgürtel              |
| (12973) Melanthios                     | Jupiter-Trojaner         |
| (336698) Melbourne                     | Hauptgürtel              |
| (3235) Melchior                        | Hauptgürtel              |
| (25085) Melena                         | Hauptgürtel              |
| (56) Melete                            | Hauptgürtel              |
| (137) Meliboea                         | Hauptgürtel              |
| (244932) Méliés                        | Hauptgürtel              |
| (26334) Melimcdowell                   | Hauptgürtel              |
| (55815) Melindakim                     | Hauptgürtel              |
| (21744) Meliselinger                   | Hauptgürtel              |
| (301566) Melissajane                   | Hauptgürtel              |
| (33226) Melissamacko                   | Hauptgürtel              |
| (8626) Melissarauch                    | Hauptgürtel              |
| (676) Melitta                          | Hauptgürtel              |
| (31770) Melivanhouten                  | Hauptgürtel              |
| (869) Mellena                          | Hauptgürtel              |
| (2237) Melnikov                        | Hauptgürtel              |
| (8216) Melosh                          | Hauptgürtel              |
| (18) Melpomene                         | Hauptgürtel              |
| (373) Melusina                         | Hauptgürtel              |
| (12119) Memamis                        | Hauptgürtel              |
| (40092) Memel                          | Hauptgürtel              |
| (9562) Memling                         | Hauptgürtel              |
| (2895) Memnon                          | Jupiter-Trojaner         |
| (1247) Memoria                         | Hauptgürtel              |
| (4355) Memphis                         | Hauptgürtel              |
| (27988) Menabrea                       | Hauptgürtel              |
| (54522) Menaechmus                     | Hauptgürtel              |
| (9481) Menchú                          | Hauptgürtel              |
| (3313) Mendel                          | Hauptgürtel              |
| (2769) Mendeleev                       | Hauptgürtel              |
| (3954) Mendelssohn                     | Hauptgürtel              |
| (12615) Mendesdeleon                   | Hauptgürtel              |
| (77136) Mendillo                       | Hauptgürtel              |
| (3868) Mendoza                         | Hauptgürtel              |
| (1647) Menelaus                        | Jupiter-Trojaner         |
| (4068) Menestheus                      | Jupiter-Trojaner         |
| (3740) Menge                           | Hauptgürtel              |
| (12106) Menghuan                       | Hauptgürtel              |
| (24818) Menichelli                     | Hauptgürtel              |
| (188) Menippe                          | Hauptgürtel              |
| (4568) Menkaure                        | Hauptgürtel              |
| (6205) Menottigalli                    | Hauptgürtel              |
| (3889) Menshikov                       | Hauptgürtel              |
| (7116) Mentall                         | Hauptgürtel              |
| (1078) Mentha                          | Hauptgürtel              |
| (3451) Mentor                          | Jupiter-Trojaner         |
| (1967) Menzel                          | Hauptgürtel              |
| (3553) Mera                            | Amor-Typ                 |
| (536) Merapi                           | Hauptgürtel              |
| (10972) Merbold                        | Hauptgürtel              |
| (17089) Mercado                        | Hauptgürtel              |
| (54852) Mercatali                      | Hauptgürtel              |
| (4798) Mercator                        | Hauptgürtel              |
| (1136) Mercedes                        | Hauptgürtel              |
| (27147) Mercedessosa                   | Hauptgürtel              |
| (18656) Mergler                        | Hauptgürtel              |
| (7546) Meriam                          | Hauptgürtel              |
| (48458) Merian                         | Hauptgürtel              |
| (11193) Mérida                         | Hauptgürtel              |
| (15403) Merignac                       | Hauptgürtel              |
| (3596) Meriones                        | Jupiter-Trojaner         |
| (22132) Merkley                        | Hauptgürtel              |
| (16269) Merkord                        | Hauptgürtel              |
| (2598) Merlin                          | Hauptgürtel              |
| (5456) Merman                          | Hauptgürtel              |
| (1051) Merope                          | Hauptgürtel              |
| (19355) Merpalehmann                   | Hauptgürtel              |
| (65672) Merrick                        | Hauptgürtel              |
| (11768) Merrill                        | Hauptgürtel              |
| (162158) Merrillhess                   | Hauptgürtel              |
| (8191) Mersenne                        | Hauptgürtel              |
| (3303) Merta                           | Hauptgürtel              |
| (1299) Mertona                         | Hauptgürtel              |
| (808) Merxia                           | Hauptgürtel              |
| (7062) Meslier                         | Hauptgürtel              |
| (56000) Mesopotamia                    | Hauptgürtel              |
| (545) Messalina                        | Hauptgürtel              |
| (7861) Messenger                       | Hauptgürtel              |
| (16450) Messerschmidt                  | Hauptgürtel              |
| (11050) Messiaën                       | Hauptgürtel              |
| (6690) Messick                         | Hauptgürtel              |
| (24856) Messidoro                      | Hauptgürtel              |
| (7359) Messier                         | Hauptgürtel              |
| (1949) Messina                         | Hauptgürtel              |
| (6077) Messner                         | Hauptgürtel              |
| (11253) Mesyats                        | Hauptgürtel              |
| (1050) Meta                            | Hauptgürtel              |
| (792) Metcalfia                        | Hauptgürtel              |
| (7260) Metelli                         | Hauptgürtel              |
| (9) Metis                              | Hauptgürtel              |
| (90672) Metrorheinneckar               | Hauptgürtel              |
| (2486) Metsähovi                       | Hauptgürtel              |
| (1727) Mette                           | Marsbahnkreuzer          |
| (9377) Metz                            | Hauptgürtel              |
| (18789) Metzger                        | Hauptgürtel              |
| (22583) Metzler                        | Hauptgürtel              |
| (15353) Meucci                         | Hauptgürtel              |
| (35137) Meudon                         | Hauptgürtel              |
| (10079) Meunier                        | Hauptgürtel              |
| (3016) Meuse                           | Hauptgürtel              |
| (10806) Mexico                         | Hauptgürtel              |
| (1574) Meyer                           | Hauptgürtel              |
| (1739) Meyermann                       | Hauptgürtel              |
| (22537) Meyerowitz                     | Hauptgürtel              |
| (228165) Mezentsev                     | Hauptgürtel              |
| (287347) Mezes                         | Hauptgürtel              |
| (2229) Mezzarco                        | Hauptgürtel              |
| (2911) Miahelena                       | Hauptgürtel              |
| (27519) Miames                         | Hauptgürtel              |
| (246643) Miaoli                        | Hauptgürtel              |
| (21635) Micahtoll                      | Hauptgürtel              |
| (8032) Michaeladams                    | Hauptgürtel              |
| (22628) Michaelallen                   | Hauptgürtel              |
| (33451) Michaelarney                   | Hauptgürtel              |
| (16888) Michaelbarber                  | Hauptgürtel              |
| (28705) Michaelbecker                  | Hauptgürtel              |
| (8129) Michaelbusch                    | Hauptgürtel              |
| (18626) Michaelcarr                    | Hauptgürtel              |
| (28874) Michaelchen                    | Hauptgürtel              |
| (129973) Michaeldaly                   | Hauptgürtel              |
| (23121) Michaelding                    | Hauptgürtel              |
| (20399) Michaelesser                   | Hauptgürtel              |
| (26417) Michaelgord                    | Hauptgürtel              |
| (224962) Michaelgrünewald              | Hauptgürtel              |
| (165659) Michaelhicks                  | Hauptgürtel              |
| (78391) Michaeljäger                   | Hauptgürtel              |
| (31239) Michaeljames                   | Hauptgürtel              |
| (268057) Michaelkaschke                | Hauptgürtel              |
| (19591) Michaelklein                   | Hauptgürtel              |
| (20564) Michaellane                    | Hauptgürtel              |
| (29654) Michaellaue                    | Hauptgürtel              |
| (15148) Michaelmaryott                 | Hauptgürtel              |
| (129158) Michaelmellman                | Hauptgürtel              |
| (13319) Michaelmi                      | Hauptgürtel              |
| (21713) Michaelolson                   | Hauptgürtel              |
| (24438) Michaeloy                      | Hauptgürtel              |
| (9621) Michaelpalin                    | Hauptgürtel              |
| (92893) Michaelperson                  | Hauptgürtel              |
| (18190) Michaelpizer                   | Hauptgürtel              |
| (121654) Michaelpryzby                 | Hauptgürtel              |
| (32070) Michaelretchin                 | Hauptgürtel              |
| (298877) Michaelreynolds               | Hauptgürtel              |
| (24303) Michaelrice                    | Hauptgürtel              |
| (23016) Michaelroche                   | Hauptgürtel              |
| (25495) Michaelroddy                   | Hauptgürtel              |
| (21743) Michaelsegal                   | Hauptgürtel              |
| (29803) Michaelshao                    | Hauptgürtel              |
| (170008) Michaelstrauss                | Hauptgürtel              |
| (30431) Michaeltran                    | Hauptgürtel              |
| (129966) Michaelward                   | Hauptgürtel              |
| (25486) Michaelwham                    | Hauptgürtel              |
| (30334) Michaelwiner                   | Hauptgürtel              |
| (127810) Michaelwright                 | Hauptgürtel              |
| (33446) Michaelyang                    | Hauptgürtel              |
| (26433) Michaelyurko                   | Hauptgürtel              |
| (28644) Michaelzhang                   | Hauptgürtel              |
| (12747) Michageffert                   | Hauptgürtel              |
| (31463) Michalgeci                     | Hauptgürtel              |
| (376574) Michalkusiak                  | Hauptgürtel              |
| (7747) Michałowski                     | Marsbahnkreuzer          |
| (11196) Michanikos                     | Hauptgürtel              |
| (5769) Michard                         | Hauptgürtel              |
| (22482) Michbertier                    | Hauptgürtel              |
| (28778) Michdelucia                    | Hauptgürtel              |
| (1348) Michel                          | Hauptgürtel              |
| (1045) Michela                         | Hauptgürtel              |
| (3001) Michelangelo                    | Hauptgürtel              |
| (5338) Michelblanc                     | Hauptgürtel              |
| (7389) Michelcombes                    | Hauptgürtel              |
| (91429) Michelebianda                  | Hauptgürtel              |
| (8454) Micheleferrero                  | Hauptgürtel              |
| (52242) Michelemaoret                  | Hauptgürtel              |
| (21465) Michelepatt                    | Hauptgürtel              |
| (149865) Michelhernandez               | Hauptgürtel              |
| (1376) Michelle                        | Hauptgürtel              |
| (27107) Michelleabi                    | Hauptgürtel              |
| (121008) Michellecrigger               | Hauptgürtel              |
| (28094) Michellewis                    | Hauptgürtel              |
| (20639) Michellouie                    | Hauptgürtel              |
| (125076) Michelmayor                   | Hauptgürtel              |
| (67979) Michelory                      | Hauptgürtel              |
| (27758) Michelson                      | Hauptgürtel              |
| (44033) Michez                         | Hauptgürtel              |
| (32389) Michflannory                   | Hauptgürtel              |
| (53316) Michielford                    | Hauptgürtel              |
| (23169) Michikami                      | Hauptgürtel              |
| (38669) Michikawa                      | Hauptgürtel              |
| (6499) Michiko                         | Hauptgürtel              |
| (10560) Michinari                      | Hauptgürtel              |
| (10375) Michiokuga                     | Hauptgürtel              |
| (20962) Michizane                      | Hauptgürtel              |
| (2348) Michkovitch                     | Hauptgürtel              |
| (25050) Michmadsen                     | Hauptgürtel              |
| (20286) Michta                         | Hauptgürtel              |
| (5889) Mickiewicz                      | Hauptgürtel              |
| (224617) Micromégas                    | Hauptgürtel              |
| (1981) Midas                           | Apollo-Typ               |
| (13396) Midavaine                      | Hauptgürtel              |
| (346886) Middelburg                    | Innerer Hauptgürtel      |
| (30406) Middleman                      | Hauptgürtel              |
| (20556) Midgekimble                    | Hauptgürtel              |
| (31935) Midgley                        | Hauptgürtel              |
| (15003) Midori                         | Hauptgürtel              |
| (9767) Midsomer Norton                 | Hauptgürtel              |
| (11528) Mie                            | Hauptgürtel              |
| (1753) Mieke                           | Hauptgürtel              |
| (11103) Miekerouppe                    | Hauptgürtel              |
| (2715) Mielikki                        | Hauptgürtel              |
| (7706) Mien                            | Hauptgürtel              |
| (99949) Miepgies                       | Hauptgürtel              |
| (24666) Miesvanrohe                    | Hauptgürtel              |
| (31439) Mieyamanaka                    | Hauptgürtel              |
| (11702) Mifischer                      | Hauptgürtel              |
| (11785) Migaic                         | Hauptgürtel              |
| (20568) Migaki                         | Hauptgürtel              |
| (5016) Migirenko                       | Hauptgürtel              |
| (44005) Migliardi                      | Hauptgürtel              |
| (5246) Migliorini                      | Marsbahnkreuzer          |
| (12898) Mignard                        | Hauptgürtel              |
| (12632) Mignonette                     | Hauptgürtel              |
| (17779) Migomueller                    | Hauptgürtel              |
| (171396) Miguel                        | Hauptgürtel              |
| (257371) Miguelbello                   | Hauptgürtel              |
| (362911) Miguelhurtado                 | Hauptgürtel              |
| (28439) Miguelreyes                    | Hauptgürtel              |
| (23096) Mihika                         | Hauptgürtel              |
| (4806) Miho                            | Hauptgürtel              |
| (34893) Mihomasatoshi                  | Hauptgürtel              |
| (9382) Mihonoseki                      | Hauptgürtel              |
| (18957) Mijacobsen                     | Hauptgürtel              |
| (21358) Mijerbarany                    | Hauptgürtel              |
| (4557) Mika                            | Hauptgürtel              |
| (3165) Mikawa                          | Hauptgürtel              |
| (51824) Mikeanderson                   | Hauptgürtel              |
| (11714) Mikebrown                      | Hauptgürtel              |
| (17060) Mikecombi                      | Hauptgürtel              |
| (13745) Mikecosta                      | Hauptgürtel              |
| (134028) Mikefitzgibbon                | Hauptgürtel              |
| (23216) Mikehagler                     | Hauptgürtel              |
| (22426) Mikehanes                      | Hauptgürtel              |
| (128408) Mikehughes                    | Hauptgürtel              |
| (28272) Mikejanner                     | Hauptgürtel              |
| (120354) Mikejones                     | Hauptgürtel              |
| (6406) Mikejura                        | Hauptgürtel              |
| (28091) Mikekane                       | Hauptgürtel              |
| (30125) Mikekiser                      | Hauptgürtel              |
| (25228) Mikekitt                       | Hauptgürtel              |
| (22032) Mikekoop                       | Hauptgürtel              |
| (26246) Mikelake                       | Hauptgürtel              |
| (121315) Mikelentz                     | Hauptgürtel              |
| (26507) Mikelin                        | Hauptgürtel              |
| (7936) Mikemagee                       | Hauptgürtel              |
| (31848) Mikemattei                     | Hauptgürtel              |
| (26336) Mikemcdowell                   | Hauptgürtel              |
| (121608) Mikemoreau                    | Hauptgürtel              |
| (70995) Mikemorton                     | Hauptgürtel              |
| (68948) Mikeoates                      | Hauptgürtel              |
| (46441) Mikepenston                    | Hauptgürtel              |
| (27336) Mikequinn                      | Hauptgürtel              |
| (10789) Mikeread                       | Hauptgürtel              |
| (13514) Mikerudenko                    | Hauptgürtel              |
| (18434) Mikesandras                    | Hauptgürtel              |
| (25940) Mikeschottland                 | Hauptgürtel              |
| (20392) Mikeshepard                    | Hauptgürtel              |
| (367732) Mikesimonsen                  | Hauptgürtel              |
| (326164) Miketoomey                    | Hauptgürtel              |
| (16220) Mikewagner                     | Hauptgürtel              |
| (29725) Mikewest                       | Hauptgürtel              |
| (30004) Mikewilliams                   | Hauptgürtel              |
| (6214) Mikhailgrinev                   | Hauptgürtel              |
| (4729) Mikhailmil’                     | Hauptgürtel              |
| (1910) Mikhailov                       | Hauptgürtel              |
| (9540) Mikhalkov                       | Hauptgürtel              |
| (4067) Mikhel'son                      | Hauptgürtel              |
| (1526) Mikkeli                         | Hauptgürtel              |
| (6959) Mikkelkocha                     | Hauptgürtel              |
| (21704) Mikkilineni                    | Hauptgürtel              |
| (1549) Mikko                           | Hauptgürtel              |
| (3381) Mikkola                         | Hauptgürtel              |
| (20649) Miklenov                       | Hauptgürtel              |
| (163623) Miknaitis                     | Hauptgürtel              |
| (8244) Mikolaichuk                     | Hauptgürtel              |
| (303648) Mikszáth                      | Hauptgürtel              |
| (2969) Mikula                          | Hauptgürtel              |
| (11124) Mikulášek                      | Hauptgürtel              |
| (3231) Mila                            | Hauptgürtel              |
| (16909) Miladejager                    | Hauptgürtel              |
| (4701) Milani                          | Hauptgürtel              |
| (1605) Milankovitch                    | Hauptgürtel              |
| (296525) Milanovskiy                   | Hauptgürtel              |
| (3571) Milanštefánik                   | Hauptgürtel              |
| (3699) Milbourn                        | Hauptgürtel              |
| (878) Mildred                          | Hauptgürtel              |
| (6441) Milenajesenská                  | Hauptgürtel              |
| (4119) Miles                           | Hauptgürtel              |
| (5892) Milesdavis                      | Marsbahnkreuzer          |
| (11163) Milešovka                      | Hauptgürtel              |
| (1630) Milet                           | Hauptgürtel              |
| (29760) Milevsko                       | Hauptgürtel              |
| (216433) Milianleo                     | Hauptgürtel              |
| (10241) Miličević                      | Hauptgürtel              |
| (6789) Milkey                          | Hauptgürtel              |
| (4168) Millan                          | Hauptgürtel              |
| (1826) Miller                          | Hauptgürtel              |
| (27236) Millermatt                     | Hauptgürtel              |
| (15947) Milligan                       | Hauptgürtel              |
| (2659) Millis                          | Hauptgürtel              |
| (2904) Millman                         | Hauptgürtel              |
| (69961) Millosevich                    | Hauptgürtel              |
| (54967) Millucci                       | Hauptgürtel              |
| (11767) Milne                          | Hauptgürtel              |
| (4725) Milone                          | Hauptgürtel              |
| (3337) Miloš                           | Hauptgürtel              |
| (11776) Milstein                       | Hauptgürtel              |
| (2663) Miltiades                       | Hauptgürtel              |
| (4332) Milton                          | Hauptgürtel              |
| (8029) Miltthompson                    | Hauptgürtel              |
| (31519) Mimamarquez                    | Hauptgürtel              |
| (8728) Mimatsu                         | Hauptgürtel              |
| (4178) Mimeev                          | Hauptgürtel              |
| (1127) Mimi                            | Hauptgürtel              |
| (60000) Miminko                        | Hauptgürtel              |
| (3840) Mimistrobell                    | Hauptgürtel              |
| (29430) Mimiyen                        | Hauptgürtel              |
| (1079) Mimosa                          | Hauptgürtel              |
| (6160) Minakata                        | Hauptgürtel              |
| (6721) Minamiawaji                     | Hauptgürtel              |
| (5401) Minamioda                       | Hauptgürtel              |
| (6992) Minano-machi                    | Hauptgürtel              |
| (10769) Minas Gerais                   | Hauptgürtel              |
| (16680) Minamitanemachi                | Hauptgürtel              |
| (343157) Mindaugas                     | Hauptgürtel              |
| (14818) Mindeli                        | Hauptgürtel              |
| (30991) Minenze                        | Hauptgürtel              |
| (8531) Mineosaito                      | Hauptgürtel              |
| (184064) Miner                         | Hauptgürtel              |
| (93) Minerva                           | Hauptgürtel              |
| (1458) Mineura                         | Hauptgürtel              |
| (28242) Mingantu                       | Hauptgürtel              |
| (199953) Mingnaiben                    | Hauptgürtel              |
| (173032) Mingus                        | Hauptgürtel              |
| (8134) Minin                           | Hauptgürtel              |
| (4202) Minitti                         | Hauptgürtel              |
| (27348) Mink                           | Hauptgürtel              |
| (12493) Minkowski                      | Hauptgürtel              |
| (1670) Minnaert                        | Hauptgürtel              |
| (58163) Minnesang                      | Hauptgürtel              |
| (121019) Minodamato                    | Hauptgürtel              |
| (22589) Minor                          | Hauptgürtel              |
| (9972) Minoruoda                       | Hauptgürtel              |
| (473503) Minoruozima                   | Hauptgürtel              |
| (8403) Minorushimizu                   | Hauptgürtel              |
| (6239) Minos                           | Apollo-Typ               |
| (7068) Minowa                          | Hauptgürtel              |
| (4639) Minox                           | Hauptgürtel              |
| (6995) Minoyama                        | Hauptgürtel              |
| (3012) Minsk                           | Hauptgürtel              |
| (16218) Mintakeyes                     | Hauptgürtel              |
| (30144) Minubasu                       | Hauptgürtel              |
| (8772) Minutus                         | Hauptgürtel              |
| (29765) Miparedes                      | Hauptgürtel              |
| (3633) Mira                            | Hauptgürtel              |
| (8169) Mirabeau                        | Hauptgürtel              |
| (31582) Miraeparker                    | Hauptgürtel              |
| (21526) Mirano                         | Hauptgürtel              |
| (594) Mireille                         | Hauptgürtel              |
| (144303) Mirellabreschi                | Hauptgürtel              |
| (8214) Mirellalilli                    | Hauptgürtel              |
| (9232) Miretti                         | Hauptgürtel              |
| (102) Miriam                           | Hauptgürtel              |
| (33564) Miriamshira                    | Hauptgürtel              |
| (8555) Mirimao                         | Hauptgürtel              |
| (31147) Miriquidi                      | Hauptgürtel              |
| (34717) Mirkovilli                     | Hauptgürtel              |
| (11194) Mirna                          | Hauptgürtel              |
| (1610) Mirnaya                         | Hauptgürtel              |
| (4329) Miro                            | Hauptgürtel              |
| (17049) Miron                          | Hauptgürtel              |
| (3624) Mironov                         | Hauptgürtel              |
| (12214) Miroshnikov                    | Hauptgürtel              |
| (7496) Miroslavholub                   | Hauptgürtel              |
| (12118) Mirotsin                       | Hauptgürtel              |
| (11881) Mirstation                     | Hauptgürtel              |
| (11602) Miryang                        | Hauptgürtel              |
| (321357) Mirzakhani                    | Hauptgürtel              |
| (569) Misa                             | Hauptgürtel              |
| (7438) Misakatouge                     | Hauptgürtel              |
| (7128) Misawa                          | Hauptgürtel              |
| (24658) Misch                          | Hauptgürtel              |
| (7790) Miselli                         | Hauptgürtel              |
| (4828) Misenus                         | Jupiter-Trojaner         |
| (109573) Mishasmirnov                  | Hauptgürtel              |
| (22686) Mishchenko                     | Hauptgürtel              |
| (5334) Mishima                         | Hauptgürtel              |
| (22347) Mishinatakashi                 | Hauptgürtel              |
| (18456) Misik                          | Hauptgürtel              |
| (132820) Miskotte                      | Hauptgürtel              |
| (19475) Mispagel                       | Hauptgürtel              |
| (23176) Missacarvell                   | Hauptgürtel              |
| (21651) Mission Valley                 | Hauptgürtel              |
| (223950) Mississauga                   | Hauptgürtel              |
| (26858) Misterrogers                   | Marsbahnkreuzer          |
| (6929) Misto                           | Hauptgürtel              |
| (5033) Mistral                         | Hauptgürtel              |
| (30205) Mistyevans                     | Hauptgürtel              |
| (3111) Misuzu                          | Hauptgürtel              |
| (100309) Misuzukaneko                  | Hauptgürtel              |
| (4523) MIT                             | Hauptgürtel              |
| (1088) Mitaka                          | Hauptgürtel              |
| (2924) Mitake-mura                     | Hauptgürtel              |
| (20785) Mitalithakor                   | Hauptgürtel              |
| (11921) Mitamasahiro                   | Hauptgürtel              |
| (3289) Mitani                          | Hauptgürtel              |
| (24709) Mitau                          | Hauptgürtel              |
| (129196) Mitchbeiser                   | Hauptgürtel              |
| (1455) Mitchella                       | Hauptgürtel              |
| (20787) Mitchfourman                   | Hauptgürtel              |
| (21798) Mitchweegman                   | Hauptgürtel              |
| (129968) Mitchwhiteley                 | Hauptgürtel              |
| (4486) Mithra                          | Apollo-Typ               |
| (33713) Mithravamshi                   | Hauptgürtel              |
| (2262) Mitidika                        | Hauptgürtel              |
| (2460) Mitlincoln                      | Hauptgürtel              |
| (34996) Mitokoumon                     | Hauptgürtel              |
| (17470) Mitsuhashi                     | Hauptgürtel              |
| (5581) Mitsuko                         | Hauptgürtel              |
| (6185) Mitsuma                         | Hauptgürtel              |
| (16731) Mitsumata                      | Hauptgürtel              |
| (11079) Mitsunori                      | Hauptgürtel              |
| (10886) Mitsuroohba                    | Hauptgürtel              |
| (6091) Mitsuru                         | Hauptgürtel              |
| (28394) Mittag-Leffler                 | Hauptgürtel              |
| (15434) Mittal                         | Hauptgürtel              |
| (16779) Mittelman                      | Hauptgürtel              |
| (5760) Mittlefehldt                    | Hauptgürtel              |
| (4027) Mitton                          | Hauptgürtel              |
| (12186) Mitukurigen                    | Hauptgürtel              |
| (3262) Miune                           | Hauptgürtel              |
| (7682) Miura                           | Hauptgürtel              |
| (22561) Miviscardi                     | Hauptgürtel              |
| (8855) Miwa                            | Hauptgürtel              |
| (6050) Miwablock                       | Amor-Typ                 |
| (23259) Miwadagakuen                   | Hauptgürtel              |
| (25750) Miwnay                         | Hauptgürtel              |
| (19534) Miyagi                         | Hauptgürtel              |
| (4539) Miyagino                        | Hauptgürtel              |
| (9416) Miyahara                        | Hauptgürtel              |
| (14902) Miyairi                        | Hauptgürtel              |
| (8303) Miyaji                          | Hauptgürtel              |
| (9362) Miyajima                        | Hauptgürtel              |
| (8296) Miyama                          | Hauptgürtel              |
| (6020) Miyamoto                        | Hauptgürtel              |
| (8098) Miyamotoatsushi                 | Hauptgürtel              |
| (4041) Miyamotoyohko                   | Hauptgürtel              |
| (3555) Miyasaka                        | Hauptgürtel              |
| (8369) Miyata                          | Hauptgürtel              |
| (26319) Miyauchi                       | Hauptgürtel              |
| (6905) Miyazaki                        | Hauptgürtel              |
| (8883) Miyazakihayao                   | Hauptgürtel              |
| (5008) Miyazawakenji                   | Hauptgürtel              |
| (21016) Miyazawaseiroku                | Hauptgürtel              |
| (134069) Miyo                          | Hauptgürtel              |
| (11546) Miyoshimachi                   | Hauptgürtel              |
| (16719) Mizokami                       | Hauptgürtel              |
| (18997) Mizrahi                        | Hauptgürtel              |
| (68144) Mizser                         | Hauptgürtel              |
| (11159) Mizugaki                       | Hauptgürtel              |
| (10147) Mizugatsuka                    | Hauptgürtel              |
| (2090) Mizuho                          | Hauptgürtel              |
| (2090) Mizuho                          | Hauptgürtel              |
| (19083) Mizuki                         | Hauptgürtel              |
| (8197) Mizunohiroshi                   | Hauptgürtel              |
| (7668) Mizunotakao                     | Hauptgürtel              |
| (6414) Mizunuma                        | Hauptgürtel              |
| (7530) Mizusawa                        | Hauptgürtel              |
| (6218) Mizushima                       | Hauptgürtel              |
| (8947) Mizutani                        | Hauptgürtel              |
| (85585) Mjolnir                        | Apollo-Typ               |
| (22558) Mladen                         | Hauptgürtel              |
| (29419) Mládková                       | Hauptgürtel              |
| (82463) Mluigiaborsi                   | Hauptgürtel              |
| (56422) Mnajdra                        | Hauptgürtel              |
| (57) Mnemosyne                         | Hauptgürtel              |
| (9023) Mnesthus                        | Jupiter-Trojaner         |
| (14880) Moa                            | Hauptgürtel              |
| (7239) Mobberley                       | Hauptgürtel              |
| (7360) Moberg                          | Hauptgürtel              |
| (28516) Möbius                         | Hauptgürtel              |
| (73862) Mochigasechugaku               | Hauptgürtel              |
| (5650) Mochihito-o                     | Hauptgürtel              |
| (21089) Mochizuki                      | Hauptgürtel              |
| (733) Mocia                            | Hauptgürtel              |
| (8889) Mockturtle                      | Hauptgürtel              |
| (21922) Mocz                           | Hauptgürtel              |
| (3344) Modena                          | Hauptgürtel              |
| (370) Modestia                         | Hauptgürtel              |
| (11118) Modra                          | Hauptgürtel              |
| (6598) Modugno                         | Hauptgürtel              |
| (30439) Moe                            | Hauptgürtel              |
| (30917) Moehorgan                      | Hauptgürtel              |
| (2764) Moeller                         | Hauptgürtel              |
| (9334) Moesta                          | Hauptgürtel              |
| (5542) Moffatt                         | Hauptgürtel              |
| (8418) Mogamigawa                      | Hauptgürtel              |
| (299134) Moggicecchi                   | Hauptgürtel              |
| (766) Moguntia                         | Hauptgürtel              |
| (31573) Mohanty                        | Hauptgürtel              |
| (29687) Mohdreza                       | Hauptgürtel              |
| (28737) Mohindra                       | Hauptgürtel              |
| (2528) Mohler                          | Hauptgürtel              |
| (8422) Mohorovič\ić                    | Hauptgürtel              |
| (2971) Mohr                            | Hauptgürtel              |
| (65675) Mohr-Gruber                    | Hauptgürtel              |
| (638) Moira                            | Hauptgürtel              |
| (381458) Moiseenko                     | Hauptgürtel              |
| (3080) Moisseiev                       | Hauptgürtel              |
| (28729) Moivre                         | Hauptgürtel              |
| (5146) Moiwa                           | Hauptgürtel              |
| (53285) Mojmír                         | Hauptgürtel              |
| (5117) Mokotoyama                      | Hauptgürtel              |
| (25751) Mokshagundam                   | Hauptgürtel              |
| (101960) Molau                         | Hauptgürtel              |
| (20570) Molchan                        | Hauptgürtel              |
| (2419) Moldavia                        | Hauptgürtel              |
| (5767) Moldun                          | Hauptgürtel              |
| (221712) Moleson                       | Hauptgürtel              |
| (124192) Moletai                       | Marsbahnkreuzer          |
| (6835) Molfino                         | Hauptgürtel              |
| (3046) Molière                         | Hauptgürtel              |
| (9680) Molina                          | Hauptgürtel              |
| (35270) Molinari                       | Hauptgürtel              |
| (54810) Molleigh                       | Hauptgürtel              |
| (8756) Mollissima                      | Hauptgürtel              |
| (20472) Mollypettit                    | Hauptgürtel              |
| (8245) Molnar                          | Hauptgürtel              |
| (11426) Molster                        | Hauptgürtel              |
| (1428) Mombasa                         | Hauptgürtel              |
| (8260) Momcheva                        | Hauptgürtel              |
| (12893) Mommert                        | Hauptgürtel              |
| (52293) Mommsen                        | Hauptgürtel              |
| (10353) Momotaro                       | Hauptgürtel              |
| (9178) Momoyo                          | Hauptgürtel              |
| (428) Monachia                         | Hauptgürtel              |
| (10722) Monari                         | Hauptgürtel              |
| (15360) Moncalvo                       | Hauptgürtel              |
| (100231) Monceau                       | Hauptgürtel              |
| (21553) Monchicourt                    | Hauptgürtel              |
| (15468) Mondriaan                      | Hauptgürtel              |
| (35316) Monella                        | Hauptgürtel              |
| (6676) Monet                           | Hauptgürtel              |
| (352860) Monflier                      | Hauptgürtel              |
| (28766) Monge                          | Hauptgürtel              |
| (151834) Mongkut                       | Hauptgürtel              |
| (3678) Mongmanwai                      | Hauptgürtel              |
| (833) Monica                           | Hauptgürtel              |
| (4731) Monicagrady                     | Hauptgürtel              |
| (7512) Monicalazzarin                  | Hauptgürtel              |
| (19603) Monier                         | Hauptgürtel              |
| (23490) Monikohl                       | Hauptgürtel              |
| (14517) Monitoma                       | Hauptgürtel              |
| (281820) Monnaves                      | Hauptgürtel              |
| (2780) Monnig                          | Hauptgürtel              |
| (59388) Monod                          | Hauptgürtel              |
| (92297) Monrad                         | Hauptgürtel              |
| (3768) Monroe                          | Hauptgürtel              |
| (20964) Mons Naklethi                  | Hauptgürtel              |
| (11595) Monsummano                     | Hauptgürtel              |
| (535) Montague                         | Hauptgürtel              |
| (8890) Montaigne                       | Hauptgürtel              |
| (797) Montana                          | Hauptgürtel              |
| (8421) Montanari                       | Hauptgürtel              |
| (10958) Mont Blanc                     | Hauptgürtel              |
| (276781) Montchaibeux                  | Hauptgürtel              |
| (14573) Montebugnoli                   | Hauptgürtel              |
| (13920) Montecorvino                   | Marsbahnkreuzer          |
| (782) Montefiore                       | Hauptgürtel              |
| (9383) Montélimar                      | Hauptgürtel              |
| (19614) Montelongo                     | Hauptgürtel              |
| (7198) Montelupo                       | Hauptgürtel              |
| (947) Monterosa                        | Hauptgürtel              |
| (7064) Montesquieu                     | Hauptgürtel              |
| (5063) Monteverdi                      | Hauptgürtel              |
| (6252) Montevideo                      | Hauptgürtel              |
| (2272) Montezuma                       | Hauptgürtel              |
| (5864) Montgolfier                     | Hauptgürtel              |
| (16207) Montgomery                     | Hauptgürtel              |
| (36182) Montigiani                     | Hauptgürtel              |
| (367693) Montmagastrell                | Hauptgürtel              |
| (30938) Montmartre                     | Hauptgürtel              |
| (13112) Montmorency                    | Hauptgürtel              |
| (6714) Montréal                        | Hauptgürtel              |
| (52589) Montviloff                     | Hauptgürtel              |
| (16158) Monty                          | Hauptgürtel              |
| (13681) Monty Python                   | Hauptgürtel              |
| (7782) Mony                            | Hauptgürtel              |
| (27450) Monzon                         | Hauptgürtel              |
| (58345) Moomintroll                    | Hauptgürtel              |
| (7805) Moons                           | Hauptgürtel              |
| (233472) Moorcroft                     | Hauptgürtel              |
| (2602) Moore                           | Hauptgürtel              |
| (2110) Moore-Sitterly                  | Hauptgürtel              |
| (261930) Moorhead                      | Hauptgürtel              |
| (163624) Moorthy                       | Hauptgürtel              |
| (17446) Mopaku                         | Hauptgürtel              |
| (1257) Móra                            | Hauptgürtel              |
| (3106) Morabito                        | Hauptgürtel              |
| (63068) Moraes                         | Hauptgürtel              |
| (10372) Moran                          | Hauptgürtel              |
| (5702) Morando                         | Hauptgürtel              |
| (14643) Morata                         | Hauptgürtel              |
| (1901) Moravia                         | Hauptgürtel              |
| (5596) Morbidelli                      | Hauptgürtel              |
| (29435) Mordell                        | Hauptgürtel              |
| (14502) Morden                         | Hauptgürtel              |
| (25945) Moreadalleore                  | Hauptgürtel              |
| (2277) Moreau                          | Hauptgürtel              |
| (17892) Morecambewise                  | Hauptgürtel              |
| (25906) Morrell                        | Hauptgürtel              |
| (11950) Morellet                       | Hauptgürtel              |
| (6943) Moretto                         | Hauptgürtel              |
| (14914) Moreux                         | Hauptgürtel              |
| (3180) Morgan                          | Hauptgürtel              |
| (224693) Morganfreeman                 | Hauptgürtel              |
| (23821) Morganmonroe                   | Hauptgürtel              |
| (28400) Morgansinko                    | Hauptgürtel              |
| (30240) Morgensen                      | Hauptgürtel              |
| (9764) Morgenstern                     | Hauptgürtel              |
| (4650) Mori                            | Hauptgürtel              |
| (5048) Moriarty                        | Hauptgürtel              |
| (304368) Moricz                        | Hauptgürtel              |
| (19190) Morihiroshi                    | Hauptgürtel              |
| (8739) Morihisa                        | Hauptgürtel              |
| (16718) Morikawa                       | Hauptgürtel              |
| (9204) Mörike                          | Hauptgürtel              |
| (6643) Morikubo                        | Hauptgürtel              |
| (6650) Morimoto                        | Hauptgürtel              |
| (435552) Morin                         | Hauptgürtel              |
| (14436) Morishita                      | Hauptgürtel              |
| (6935) Morisot                         | Hauptgürtel              |
| (7797) Morita                          | Hauptgürtel              |
| (39314) Moritakumi                     | Hauptgürtel              |
| (10878) Moriyama                       | Hauptgürtel              |
| (22540) Mork                           | Hauptgürtel              |
| (84921) Morkoláb                       | Hauptgürtel              |
| (133404) Morogues                      | Hauptgürtel              |
| (305254) Moron                         | Hauptgürtel              |
| (7724) Moroso                          | Hauptgürtel              |
| (1210) Morosovia                       | Hauptgürtel              |
| (16036) Moroz                          | Hauptgürtel              |
| (4197) Morpheus                        | Apollo-Typ               |
| (5521) Morpurgo                        | Hauptgürtel              |
| (152188) Morricone                     | Hauptgürtel              |
| (3783) Morris                          | Hauptgürtel              |
| (2410) Morrison                        | Hauptgürtel              |
| (7904) Morrow                          | Hauptgürtel              |
| (8672) Morse                           | Hauptgürtel              |
| (341520) Mors-Somnus                   | Transneptunisches Objekt |
| (19268) Morstadt                       | Hauptgürtel              |
| (5106) Mortensen                       | Hauptgürtel              |
| (20106) Morton                         | Hauptgürtel              |
| (88795) Morvan                         | Hauptgürtel              |
| (16693) Moseley                        | Hauptgürtel              |
| (69754) Mosesmendel                    | Hauptgürtel              |
| (31574) Moshova                        | Hauptgürtel              |
| (22492) Mosig                          | Hauptgürtel              |
| (39405) Mosigkau                       | Hauptgürtel              |
| (8254) Moskovitz                       | Hauptgürtel              |
| (787) Moskva                           | Hauptgürtel              |
| (2915) Moskvina                        | Hauptgürtel              |
| (328563) Mosplanetarium                | Marsbahnkreuzer          |
| (240871) MOSS                          | Marsbahnkreuzer          |
| (48472) Mössbauer                      | Hauptgürtel              |
| (186832) Mosser                        | Hauptgürtel              |
| (4542) Mossotti                        | Hauptgürtel              |
| (22292) Mosul                          | Hauptgürtel              |
| (14821) Motaeno                        | Hauptgürtel              |
| (45500) Motegi                         | Hauptgürtel              |
| (77870) MOTESS                         | Hauptgürtel              |
| (20731) Mothédiniz                     | Hauptgürtel              |
| (32969) Motohikosato                   | Hauptgürtel              |
| (250840) Motörhead                     | Hauptgürtel              |
| (52291) Mott                           | Hauptgürtel              |
| (239675) Mottez                        | Hauptgürtel              |
| (5388) Mottola                         | Hauptgürtel              |
| (335306) Mouhot                        | Hauptgürtel              |
| (18240) Mould                          | Hauptgürtel              |
| (19518) Moulding                       | Hauptgürtel              |
| (993) Moultona                         | Hauptgürtel              |
| (30963) Mount Banzan                   | Marsbahnkreuzer          |
| (11927) Mount Kent                     | Hauptgürtel              |
| (4182) Mount Locke                     | Hauptgürtel              |
| (17640) Mount Stromlo                  | Marsbahnkreuzer          |
| (2590) Mourão                          | Hauptgürtel              |
| (12130) Mousa                          | Hauptgürtel              |
| (31910) Moustafa                       | Hauptgürtel              |
| (88906) Moutier                        | Hauptgürtel              |
| (30179) Movva                          | Hauptgürtel              |
| (23833) Mowers                         | Hauptgürtel              |
| (21388) Moyanodeburt                   | Hauptgürtel              |
| (233522) Moye                          | Hauptgürtel              |
| (13620) Moynahan                       | Hauptgürtel              |
| (300082) Moyocoanno                    | Hauptgürtel              |
| (1034) Mozartia                        | Hauptgürtel              |
| (2850) Mozhaiskij                      | Hauptgürtel              |
| (24602) Mozzhorin                      | Hauptgürtel              |
| (4999) MPC                             | Hauptgürtel              |
| (293934) MPIA                          | Hauptgürtel              |
| (2309) Mr. Spock                       | Hauptgürtel              |
| (12448) Mr. Tompkins                   | Hauptgürtel              |
| (19081) Mravinskij                     | Hauptgürtel              |
| (2986) Mrinalini                       | Hauptgürtel              |
| (1832) Mrkos                           | Hauptgürtel              |
| (24837) Mšecké Žehrovice               | Hauptgürtel              |
| (5807) Mshatka                         | Hauptgürtel              |
| (121468) Msovinskihaskell              | Hauptgürtel              |
| (2116) Mtskheta                        | Hauptgürtel              |
| (3396) Muazzez                         | Hauptgürtel              |
| (17044) Mubdirahman                    | Hauptgürtel              |
| (5122) Mucha                           | Hauptgürtel              |
| (2946) Muchachos                       | Hauptgürtel              |
| (12412) Muchisachie                    | Hauptgürtel              |
| (7074) Muckea                          | Hauptgürtel              |
| (278384) Mudanjiang                    | Hauptgürtel              |
| (4031) Mueller                         | Hauptgürtel              |
| (16623) Muenzel                        | Hauptgürtel              |
| (5568) Mufson                          | Hauptgürtel              |
| (232949) Muhina                        | Hauptgürtel              |
| (10746) Mühlhausen                     | Hauptgürtel              |
| (243491) Mühlviertel                   | Hauptgürtel              |
| (4665) Muinonen                        | Hauptgürtel              |
| (7818) Muirhead                        | Marsbahnkreuzer          |
| (4750) Mukai                           | Hauptgürtel              |
| (10146) Mukaitadashi                   | Hauptgürtel              |
| (24639) Mukhametdinov                  | Hauptgürtel              |
| (25629) Mukherjee                      | Hauptgürtel              |
| (23834) Mukhopadhyay                   | Hauptgürtel              |
| (196640) Mulhacén                      | Hauptgürtel              |
| (21708) Mulhall                        | Hauptgürtel              |
| (10251) Mulisch                        | Hauptgürtel              |
| (5164) Mullo                           | Hauptgürtel              |
| (7172) Multatuli                       | Hauptgürtel              |
| (8340) Mumma                           | Hauptgürtel              |
| (12362) Mumuryk                        | Hauptgürtel              |
| (25769) Munaoli                        | Hauptgürtel              |
| (7599) Munari                          | Hauptgürtel              |
| (5699) Munch                           | Hauptgürtel              |
| (14014) Münchhausen                    | Hauptgürtel              |
| (17090) Mundaca                        | Hauptgürtel              |
| (15576) Munday                         | Hauptgürtel              |
| (28587) Mundkur                        | Hauptgürtel              |
| (1466) Mündleria                       | Hauptgürtel              |
| (39655) Muneharuasada                  | Hauptgürtel              |
| (23079) Munguia                        | Hauptgürtel              |
| (6595) Munizbarreto                    | Hauptgürtel              |
| (196736) Munkacsy                      | Hauptgürtel              |
| (7465) Munkanber                       | Hauptgürtel              |
| (163625) Munn                          | Hauptgürtel              |
| (1608) Muñoz                           | Hauptgürtel              |
| (4942) Munroe                          | Hauptgürtel              |
| (12169) Munsterman                     | Hauptgürtel              |
| (20287) Munteanu                       | Hauptgürtel              |
| (17910) Munyan                         | Hauptgürtel              |
| (1472) Muonio                          | Hauptgürtel              |
| (207715) Muqinshuijiao                 | Hauptgürtel              |
| (3295) Murakami                        | Hauptgürtel              |
| (15805) Murakamitakehiko               | Hauptgürtel              |
| (30183) Murali                         | Hauptgürtel              |
| (21570) Muralidhar                     | Hauptgürtel              |
| (5606) Muramatsu                       | Hauptgürtel              |
| (5124) Muraoka                         | Hauptgürtel              |
| (6538) Muraviov                        | Hauptgürtel              |
| (3220) Murayama                        | Hauptgürtel              |
| (4642) Murchie                         | Hauptgürtel              |
| (128562) Murdin                        | Hauptgürtel              |
| (9138) Murdoch                         | Hauptgürtel              |
| (19453) Murdochorne                    | Hauptgürtel              |
| (26639) Murgaš                         | Hauptgürtel              |
| (2982) Muriel                          | Hauptgürtel              |
| (13989) Murikabushi                    | Hauptgürtel              |
| (9829) Murillo                         | Hauptgürtel              |
| (2979) Murmansk                        | Hauptgürtel              |
| (10347) Murom                          | Hauptgürtel              |
| (19446) Muroski                        | Hauptgürtel              |
| (4439) Muroto                          | Hauptgürtel              |
| (941) Murray                           | Hauptgürtel              |
| (600) Musa                             | Hauptgürtel              |
| (7892) Musamurahigashi                 | Hauptgürtel              |
| (3249) Musashino                       | Hauptgürtel              |
| (10776) Musashitomiyo                  | Hauptgürtel              |
| (10749) Musäus                         | Hauptgürtel              |
| (966) Muschi                           | Hauptgürtel              |
| (29053) Muskau                         | Hauptgürtel              |
| (12491) Musschenbroek                  | Hauptgürtel              |
| (1059) Mussorgskia                     | Hauptgürtel              |
| (296753) Mustafamahmoud                | Hauptgürtel              |
| (2385) Mustel                          | Hauptgürtel              |
| (32054) Musunuri                       | Hauptgürtel              |
| (6815) Mutchler                        | Hauptgürtel              |
| (6098) Mutojunkyu                      | Hauptgürtel              |
| (12368) Mutsaers                       | Hauptgürtel              |
| (7837) Mutsumi                         | Hauptgürtel              |
| (6505) Muzzio                          | Hauptgürtel              |
| (4413) Mycerinos                       | Hauptgürtel              |
| (24148) Mychajliw                      | Hauptgürtel              |
| (31037) Mydon                          | Jupiter-Trojaner         |
| (21456) Myers                          | Hauptgürtel              |
| (22173) Myersdavis                     | Hauptgürtel              |
| (129161) Mykallefevre                  | Hauptgürtel              |
| (274843) Mykhailopetrenko              | Hauptgürtel              |
| (316084) Mykolapokropyvny              | Hauptgürtel              |
| (25112) Mymeshkovych                   | Hauptgürtel              |
| (14449) Myogizinzya                    | Hauptgürtel              |
| (6462) Myougi                          | Hauptgürtel              |
| (33799) Myra                           | Hauptgürtel              |
| (27289) Myrahalpin                     | Hauptgürtel              |
| (179764) Myriamsarah                   | Hauptgürtel              |
| (10000) Myriostos                      | Hauptgürtel              |
| (4752) Myron                           | Hauptgürtel              |
| (7835) Myroncope                       | Hauptgürtel              |
| (381) Myrrha                           | Hauptgürtel              |
| (9203) Myrtus                          | Hauptgürtel              |
| (29490) Myslbek                        | Hauptgürtel              |
| (53159) Mysliveček                     | Hauptgürtel              |